# 刘赟 (手球运动员)
刘赟（1982年3月6日—），出生于安徽合肥，中国女子手球运动员，曾代表中国参加2004年夏季奥运会和2008年夏季奥运会女子手球比赛。
丈夫为全国柔道冠军宋其涛。